# Borgo Vercelli (przystanek kolejowy)
Borgo Vercelli (wł. Stazione di Borgo Vercelli) – przystanek kolejowy w Borgo Vercelli, w prowincji Vercelli, w regionie Piemont, we Włoszech. Znajduje się na linii Turyn – Mediolan.
Według klasyfikacji RFI stacja ma kategorię brązową.

## Linie kolejowe
- Turyn – Mediolan